# The Great American Bash (1992)
O The Great American Bash 1992 foi realizado em 12 de julho de 1992 no Gray Civic Center em Albany, Georgia. Foi realizado uma luta pelo vago NWA World Tag Team Championship.

## Resultados
| #    | Lutas | Estipulação      | Tempo |
| ---- | --- | ---------------- | ----- |
| Dark | The Super Invader (com Harley Race) derrotou Marcus Bagwell.                                                               | Singles match    | N/A   |
| 1    | Nikita Koloff e Ricky Steamboat derrotaram Jushin Liger e Brian Pillman.                                                   | Quartas-de-final | 19:26 |
| 2    | Dustin Rhodes e Barry Windham derrotaram Steve Austin e Rick Rude (com Madusa).                                            | Quartas-de-final | 19:15 |
| 3    | Hiroshi Hase e Shinya Hashimoto derrotaram The Fabulous Freebirds (Jimmy Garvin e Michael Hayes).                          | Quartas-de-final | 9:16  |
| 4    | Terry Gordy e Steve Williams derrotaram Nikita Koloff e Ricky Steamboat.                                                   | Semi-final       | 21:39 |
| 5    | Dustin Rhodes e Barry Windham derrotaram Hiroshi Hase e Shinya Hashimoto.                                                  | Semi-final       | 14:55 |
| 6    | Big Van Vader (com Harley Race) derrotou Sting (c). Para vencer o WCW World Heavyweight Championship.                      | Singles match    | 17:17 |
| 7    | Terry Gordy e Steve Williams derrotaram Dustin Rhodes e Barry Windham. Para ganhar o vago NWA World Tag Team Championship. | Final            | 21:10 |